# 佐竹義直
佐竹 義直（さたけ よしなお）は、江戸時代前期の佐竹氏分家の佐竹北家7代当主。通称は彦次郎。のちに宗家当主で出羽国久保田藩初代藩主である長兄・佐竹義宣の世嗣となったが、廃嫡され出家した。出家後の戒名は芳揚軒 阿證（ほうようけん あしょう）、通称は寂尓（じゃくに）。

## 生涯

### 出生
慶長17年（1612年）、佐竹義重の五男として父・義重の死後に誕生。幼名は申若丸。他の兄（義宣、蘆名義勝、岩城貞隆、多賀谷宣家）と姉（高倉永慶室）はすべて義重の正室・宝寿院の子で、申若丸のみ異腹の子である。
母・細谷氏の懐妊中、病の床にあった義重は、子が誕生するまで自分は生きられないと考え、家中の揉め事の一因にならないように生まれた子を殺害せよと家臣の町田備中に命じた。思い悩んだ備中は主君である佐竹義宣に報告したところ、その子を育てるように命じられたという（『国典類抄』）。
なお細谷氏については、通説では佐竹氏家臣・細谷助兵衛の娘とされるが、神宮滋は元禄期の細谷氏の系図において「芳揚軒様の御袋様」のみ別枠に記載されるという不自然な書き方がされていることから、身分的な事情で細谷氏の養女とされた説を取っている。

### 北家相続
慶長19年（1614年）、有力な分家である佐竹四家の一つ北家の佐竹義廉が、大坂冬の陣への出陣途中に遠江国掛川にて急死したため、3歳の申若丸がその養子となって北家を嗣いだ。ただし養子入りした時期については、義廉の存命中、死去の直後、義廉正室（佐竹義種の娘）が向重政に再嫁した元和4年（1618年）、など諸説ある。

### 久保田藩世嗣
元和7年7月7日（1621年8月24日）、江戸にて元服し彦次郎義直と名乗る。同年11月14日（1621年12月26日）、将軍徳川秀忠に御目見し、義宣の嫡子として公認される。
義宣が義直を北家から引き上げたのは、この年で義宣は52歳になり、いまだ子が無く健康面から今後も実子は望めず、無嗣改易が脅威として迫っていたためである。近親で異姓の他家の養子になっていないのが義直だけであったことも要因と考えられている。
しかし嫡子としての義直は、義宣には頼りなく見えることがあったらしい。例えば元和10年2月（1624年3月）に家臣・矢野憲重の跡式相続に絡み、義直が下した判断を重臣の梅津政景がわざわざ義宣に問い合わせ、義宣は正反対の判断を下している。また、寛永元年7月（1624年8月）、義宣が秋田から呼び寄せ義直の傅役とした岡本宣綱が、翌寛永2年2月（1625年3月）に病と称して帰国し、短刀で自傷して辞任するという一件もあった。義直が仏像の彫刻や仏書に傾倒し、宣綱の諌言に従わなかったためという説がある。

### 廃嫡
寛永3年3月21日（1626年4月17日）、廃嫡された。当時江戸にいた梅津政景が『梅津政景日記』に記したところによると、義宣と義直は江戸城本丸にて催された猿楽を見物しに登城したが、帰って来た義宣は酷く立腹しており、「以前から義直を不届きに思っていたが今日いよいよ見限った、早々に秋田へ帰らせよ」と政景に命じたという。
25日付で義宣が国元の家老・梅津憲忠（政景の兄）へ送った書状にも、「元来ぼんやりした性格であった義直を、何かと手を尽くして指導してきたが、いよいよ見込みがなく見限った。そちらへ送るので一乗院に入れ出家させよ。20人扶持を遣わす以外の支援をしてはならない」と記されている。
この時に何があったのか、同時代の史料には明確な記述がない。最初に事情が記されたのは、約100年後の享保期に編纂された『佐竹家譜』である。「古老伝て云」と伝聞であることを注記しつつ、「義直が猿楽の見物中に居眠りをし、隣にいた伊達政宗が義宣の膝を押してそれを知らせた」という失態があったと書かれている。
猿楽見物の翌22日、義宣と政景は島田利正・酒井忠世を通じて義直廃嫡の意向を幕府へ伝え、23日に内諾を得た。義直は23日のうちに江戸を出発し、4月2日に秋田へ到着した。4月10日に城下の一乗院（真言宗）へ入り、出家した。
なお、4月25日（1626年5月20日）に亀田藩主の岩城吉隆（義宣の弟・義直の兄である岩城貞隆の子）が、義直に代わって義宣の嫡子になっている。

### 出家以後
寛永5年8月3日（1628年8月31日）、義直は政景を通じて義宣から、秋田を離れ高野山へ上ることの許可を得る。寛永15年2月（1638年3月）、落髪染衣して正式に出家し、芳揚軒阿證と号す。後に仁和寺の一品親王覚深に師事し、正保3年2月（1646年3月）に尊寿院号と社地を賜わる。慶安3年（1650年）に佐竹家から200両の合力金を得、翌4年に尊寿院跡地へ堂舎を再興して住職となった。
明暦2年閏4月8日（1656年5月31日）に死去、享年45。正室、子女ともにいない。二十回忌にあたる延宝3年（1675年）に法印号、百回忌にあたる宝暦5年（1755年）に上人号が追贈されている。
尊寿院はその後、阿證の縁により佐竹家から度々寄進を受けている。佐竹家当主が京に滞在する際の宿所になることもあった。

## 別名
この人物の諱について、「佐竹義継」と記した史料が存在している。同時代に書かれた『梅津政景日記』ではすべて「義直」であり、後述の寛永4年文書を除くと最初に「義継」が現れるのは、阿證の後継である顕證上人が編纂した『尊寿院伝記』である。他の史料でも、例えば『佐竹家譜』では佐竹義宣の項で「義直」、佐竹義隆の項で「義継」となっているなど、混乱がみられる。幕府の公式系譜集『寛政重修諸家譜』には「義直」とあり、少なくとも寛政年間（1789年 - 1801年）の時点では義直が正式な名とされていたことになる。
このような混乱が生じた理由には、2つの説がある。ひとつは、同時代の人物である佐竹東家第6代当主の佐竹源六郎義直（亀田藩3代藩主・岩城重隆の正室の父）との混同を避けるため、後世になってから便宜的に名付けられた名であるというものである。もうひとつは、「義継」の署名と花押が捺された寛永4年正月（1627年2月）付の文書が存在していることから、廃嫡後の短期間のみ実際に名乗った名なのではないかというものである。